# Кейнфилд (аэропорт)
Аэропорт Кейнфилд (англ. Canefield Airport; ИАТА: DCF, ИКАО: TDCF) — международный аэропорт, расположенный на западном побережье Доминики. Он находится в Кейнфилде, в 5 км к северу от Розо, столицы страны, и в часе езды от второго по размерам города страны, Портсмута. Из-за близкого расположения к Розо, аэропорт также зовётся Кейнфилд-Розо.
Постройка аэропорта началась в 1979 году с помощью британского финансирования, незадолго после независимости Доминики. Это один из двух аэропортов, обслуживающих Доминику: первым аэропортом был аэропорт Дуглас-Чарльз.
Большинство рейсов, прилетающих и улетающих из аэропорта, используют самолёты с турбовинтовыми и поршневыми двигателями, как De Havilland Canada DHC-6 Twin Otter, Beechcraft King Air, самолёты Aero Commander 500, Cessna, грузовые и частные самолёты.
У аэропорта Кейнфилд есть одна ВПП под номером 01/19, которая достигает 954 метра в длину. У полосы 01 присутствует 152-метровый смещённый порог. К востоку от аэропорта имеется горный ландшафт; на севере и юге — восходящая местность, а на западе — Карибское море. Это делает посадку в этом аэропорту довольно сложной; при этом, со стороны гор дуют боковые ветра, а тормозной путь довольно ограничен. Коммерческие рейсы требуют наличие опытных пилотов, которые смогли бы посадить самолёт в аэропорту или взлететь из него.

## Направления

### Пассажирские
| Авиакомпания          | Точки назначения                                                           |
| --------------------- | -------------------------------------------------------------------------- |
| Air Antilles          | Фор-де-Франс, Пуэнт-а-Питр                                                 |
| Airawak               | Фор-де-Франс                                                               |
| Coastal Air           | Санта-Крус, Синт-Мартен Сезонные: Ангилья, Невис, Синт-Эстатиус            |
| Express Carrier LLC   | Ангилья, Санта-Крус, Тортола Сезонные: Антигуа, Невис, Сент-Киттс, Тортола |
| Anguilla Air Services | Сезонные: Ангилья, Антигуа, Сен-Бартелеми, Сент-Киттс, Синт-Мартен         |
| FlyMontserrat         | Сезонные: Монтсеррат                                                       |
| Winair                | Сезонные: Синт-Мартен, Антигуа                                             |

### Чартерные
| Авиакомпания           | Точки назначения                                      |
| ---------------------- | ----------------------------------------------------- |
| Island Birds           | Сан-Хуан, Антигуа                                     |
| Fly BVI Ltd            | Тортола                                               |
| Trans Anguilla Airways | Ангилья                                               |
| Carribean Helicopters  | Антигуа                                               |
| St. Barth Commuter     | Сен-Бартелеми, Фор-де-Франс, Пуэнт-а-Питр, Сен-Мартин |
| SXM Airways            | Синт-Мартен                                           |

### Грузовые
| Авиакомпания        | Точки назначения |
| ------------------- | ---------------- |
| Coastal Air         | Санта-Крус       |
| Express Carrier LLC | Сент-Томас       |
| DHL                 | Антигуа          |

## Статистика
| № | Город           | Ведущие авиакомпании               |
| - | --------------- | ---------------------------------- |
| 1 | Кристианстед    | Coastal Air, Express Carrier LLC   |
| 2 | Шарлотта-Амалия | Express Carrier, LLC               |
| 3 | Филипсбург      | Anguilla Air Services, Coastal Air |

## Инциденты
- 27 февраля 2011 года, у самолёта Rockwell Shrike Commander сломалась правая основная стойка шасси, и самолёт повернул вправо. Ранений не было; авария до сих пор не объяснена[7].
- 16 февраля 2012 года, самолёт Cessna 402 аварийно приземлилась; аварий при посадке не было[8].
- 27 февраля 2014 года, самолёт Cessna 402 выкатился за пределы ВПП, и повредил левое крыло[9].
- 8 февраля 2015 года, частный самолёт Cessna 402, который прилетел из Венесуэлы, выкатился за пределы ВПП и получил повреждения правого крыла[10].
- 7 февраля 2018 года, у самолёта Rockwell Shrike Commander при посадке произошла поломка передней стойке шасси[11].